# Metaphileurus explanatus
Metaphileurus explanatus är en skalbaggsart som beskrevs av Hermann Burmeister 1847. Metaphileurus explanatus ingår i släktet Metaphileurus och familjen Dynastidae. Inga underarter finns listade i Catalogue of Life.